# مقاطعة بولي علم
مقاطعة بولي علم، هي منطقة سكانية تقع في ولاية لوكر في أفغانستان. 

## السكان
قدر عدد سكان بولي علم حوالي 108 ألف نسمة، وهم يتألفون من البشتون والطاجيك وعدد قليل من الآخرين.
تعتبر عاصمة ولاية لوكر، خضعت المقاطعة لأعمال إعادة الإعمار بسبب الحرب.